# Colophon westwoodi
Colophon westwoodi is een keversoort uit de familie vliegende herten (Lucanidae). De wetenschappelijke naam van de soort is voor het eerst geldig gepubliceerd in 1832 door Gray in Griffith.